# Siniša Mali

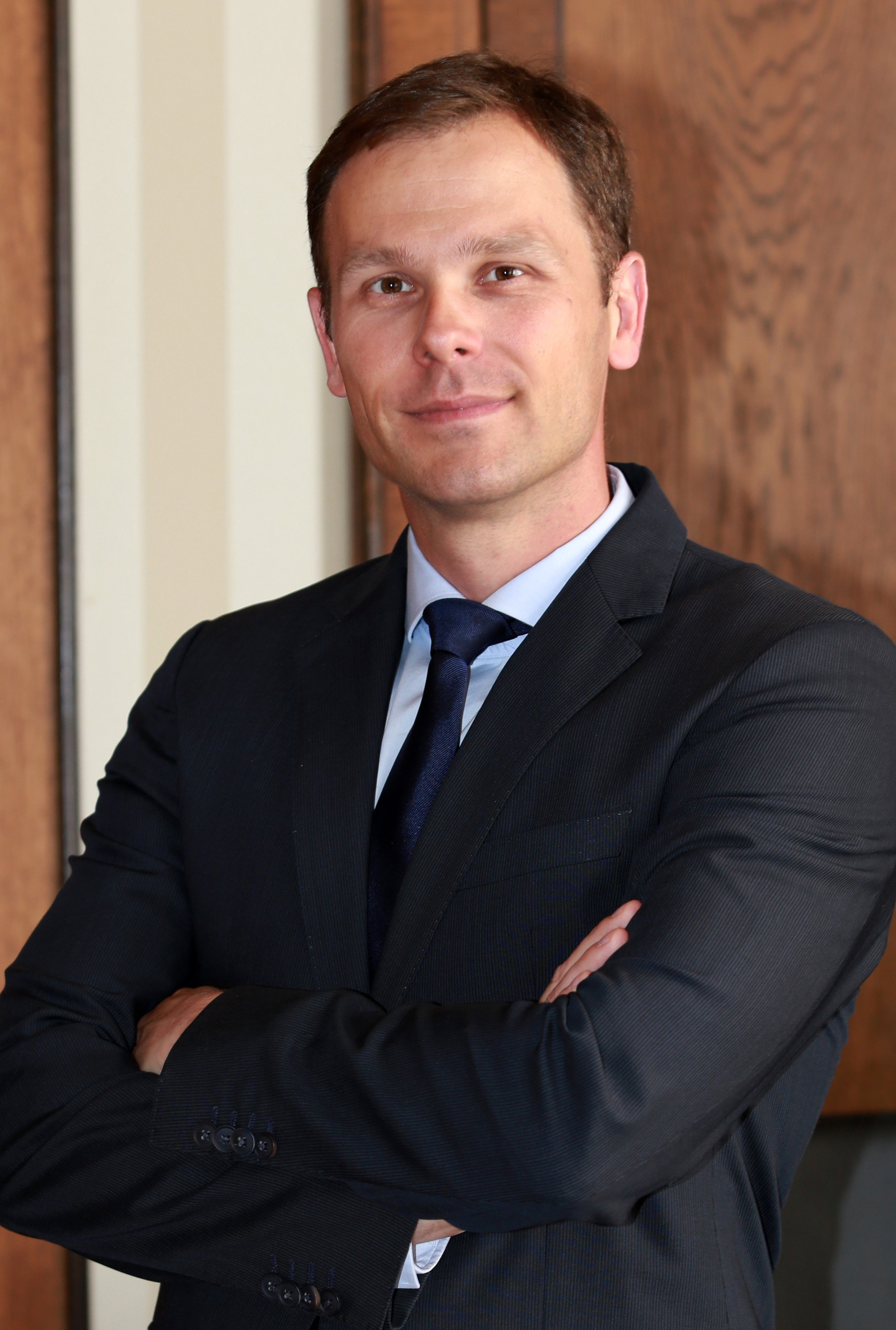
Siniša Mali (2015)

Siniša Mali (kyrillisch Синиша Мали; * 25. August 1972 in Belgrad, SFR Jugoslawien) ist ein serbischer Politiker und Ökonom. Er ist Mitglied der Serbischen Fortschrittspartei. Vom 24. April 2014 bis Mai 2018 war er Bürgermeister von Belgrad. Seit dem 29. Mai 2018 ist er der Finanzminister Serbiens.

## Leben
Mali wurde 1972 in Belgrad geboren und besuchte dort die Grund- und Mittelschule. Seinen Universitätsabschluss in Wirtschaftswissenschaften machte er an der Universität Belgrad, seinen Magister an der Washington University in St. Louis. 2013 promovierte er an der Fakultät der Organisationswissenschaften.
Bevor er Fuß in die Politik fasste, war Mali jeweils zwei Jahre in Prag und Belgrad als Manager des Beratungsunternehmens Deloitte tätig, wo er sich mit Privatisierung, Kauf und Verkauf von Unternehmen, Restrukturierung und Konsolidierung und Geschäftsanalysen befasste. Danach arbeitete er für Credit Suisse First Boston in New York City.
Im Februar 2001 wurde er zum stellvertretenden Minister für Privatisierung im Ministerium für Wirtschaft und Privatisierung der Regierung Serbiens ernannt. Mit der Errichtung der Agentur für Privatisierung am 17. Juli 2001 gingen alle operativen Tätigkeiten im Zusammenhang mit der Privatisierung des Ministeriums an die Agentur. Zur selben Zeit wechselte Mali zu dieser Agentur und wurde der Direktor des Privatisierungszentrums. Nach der Abschaffung des Privatisierungszentrums wurde er Direktor des Tendering Centers. Auf dieser Position blieb er bis Ende 2003.
Danach gründete er eine Beratungsfirma, die sich mit der Beratung im Bereich Kauf und Verkauf von Unternehmen, finanzieller Restrukturierung, Geschäftskonsolidierung und Unternehmensberatung beschäftigt. 2012 wurde er zum Berater für Finanzen und Wirtschaft des ersten Vizepräsidenten der serbischen Regierung, Aleksandar Vučić, ernannt. Auf Beschluss der serbischen Regierung wurde Mali am 18. November 2013 zum Kandidaten für die Serbische Fortschrittspartei zum Präsidenten des Interimsorgane von Belgrad ernannt und blieb dort bis zur Wahl am 16. März 2014. Am 24. April 2014 wurde er zum Bürgermeister von Belgrad gewählt.
Nachdem der ehemalige Finanzminister aus persönlichen Gründen zurückgetreten war, wurde Siniša Mali auf Vorschlag der Premierministerin Ana Brnabić am 29. Mai 2018 zum Finanzminister ernannt.

## Plagiatsvorwürfe
Im Juli 2014 geriet Mali in die Schlagzeilen. Genauso wie viele serbische Politiker wird auch er des Plagiats beschuldigt. Der aus Serbien stammende und an der Wiesbadener EBS Universität für Wirtschaft und Recht lehrende Finanzprofessor Rasa Karapandza sagt, dass Malis Dissertation das schlimmste Plagiat sei, das er jemals gesehen habe. Mali soll mehr als ein Drittel seiner rund 220 Seiten umfassenden Doktorarbeit ohne Kennzeichnung abgeschrieben haben.
Am 21. November 2019 entschied die Ethikkommission der Universität Belgrad, dass es sich bei Malis Dissertation um ein Plagiat handle. Infolgedessen reichte die Kommission einen Antrag auf Annullierung des Titels bei dem Rat der Universität Belgrad ein.